# Marcos Llorente
Marcos Llorente Moreno (Madrid, 30 de janeiro de 1995) é um futebolista espanhol que atua como volante, meia, lateral-direito e atacante. Atualmente joga pelo Atlético de Madrid.

## Carreira

### Real Madrid
Nascido em Madrid, Llorente juntou-se às categorias de base do Real Madrid em 2008, aos 13 anos. Em julho de 2014, depois de impressionar no time Juvenil, ele foi promovido direto para o Castilla pelo técnico Zinedine Zidane. 
No dia 24 de agosto de 2014, Llorente fez sua estreia sênior, começando em uma derrota de 2 a 1 para o Atlético Madrid B para o campeonato da Segunda División B. Ele apareceu em 25 partidas durante a campanha, totalizando 1.637 minutos de ação. 
Llorente passou a pré-temporada 2015 com a primeira equipe, aparecendo em amistosos contra Manchester City, Internazionale e Vålerenga Fotball. Ele fez sua estreia profissional na La Liga no dia 17 de outubro desse ano, entrando no segundo tempo no lugar Mateo Kovačić, em uma vitória por 3 a 0 sobre o Levante. 

### Alavés
No dia 10 de agosto de 2016, Llorente foi emprestado ao Alavés por uma temporada. No dia 10 de setembro desse ano, ele jogou os 90 minutos da partida em que sua equipe venceu o Barcelona por 2 a 1. Ao final da temporada, foi vice-campeão da Copa do Rei de 2016–17. 
Já no dia 23 de setembro de 2017, o contrato de Llorente com o Real foi renovado até 2021. Na temporada 2018–2019, foi titular da equipe madrilenha em alguns momentos, chegando a colocar o brasileiro Casemiro no banco. Disputou 16 jogos no total e marcando 2 gols. 

### Atlético de Madrid
No dia 06 de junho de 2019, foi anunciado pelo Atlético de Madrid, assinando por cinco temporadas com os Colchoneros. Os valores da negociação não foram revelados, mas de acordo com a imprensa espanhola, a transferência de Llorente girou em torno de 40 milhões de euros (175 milhões de reais). 

## Seleção Espanhola
Llorente marcou o seu primeiro gol para o time da Espanha Sub-21 no dia 10 de outubro de 2016, apresentando uma derrota em casa de 5 a 0 da Estônia para as eliminatórias do Campeonato da Europa de Sub-21 de 2017, em Pontevedra.

## Vida pessoal
A família de Llorente tem laços tanto com o futebol, como com o Real Madrid. Seu pai, Paco e o grande tio Francisco Gento, eram pontas, enquanto seu avô materno Ramón Grosso era um atacante.

## Títulos
Real Madrid
- Supercopa da UEFA: 2016
- Mundial de Clubes da FIFA: 2017, 2018
- Liga dos Campeões da UEFA: 2017–18

Atlético de madrid
- Campeonato Espanhol: 2020-21